# Demokratyczny Front Wyzwolenia Palestyny
Demokratyczny Front Wyzwolenia Palestyny (arab. ‏الجبهة الديموقراطية لتحرير فلسطين‎) – palestyńska lewicowa organizacja polityczno-wojskowa.
Zbrojnym skrzydłem grupy są Brygady Oporu Narodowego.

## Historia
Sformowany w lutym 1969 roku jako Ludowo-Demokratyczny Front Wyzwolenia Palestyny. Powstał w następstwie rozłamu w marksistowskim Ludowym Froncie Wyzwolenia Palestyny Georgesa Habasza. Twórcą i liderem DFWP był Najif Hawatima, który wyprowadził z LFWP grupę działaczy o poglądach maoistowskich i trockistowskich. Rozłamowcy zarzucali kierownictwu Ludowego Frontu Habasza „nie dość lewicowe” podejście i zbytnią uległość wobec rządów państw arabskich. Pomimo odwołań do maoizmu, organizacja w czasach zimnej wojny utrzymywała bliskie kontakty ze Związkiem Radzieckim.
Był popierany głównie przez środowiska inteligenckie, dysponował również zwolennikami w obozach dla uchodźców. Posiadał skrzydło partyzanckie, jednak jego działalność była dość ograniczona. Choć oficjalnie potępiał terroryzm międzynarodowy i zamachy samobójcze, sam miał na koncie zamachy na terenie Izraela.
Jego pierwotną siedzibą była Jordania. W sierpniu 1970 roku w Ammanie odbył się oficjalny kongres ugrupowania. L-DFWP przyjął na nim hasła likwidacji w Jordanii monarchii Haszymitów i utworzenia rządu demokratycznego. We wrześniu 1970 roku fedaini L-DFWP włączyli się do walk z jordańskim rządem (Czarny Wrzesień). Batalia zakończyła się klęską Palestyńczyków i ewakuacją struktur L-DFWP do Libanu.

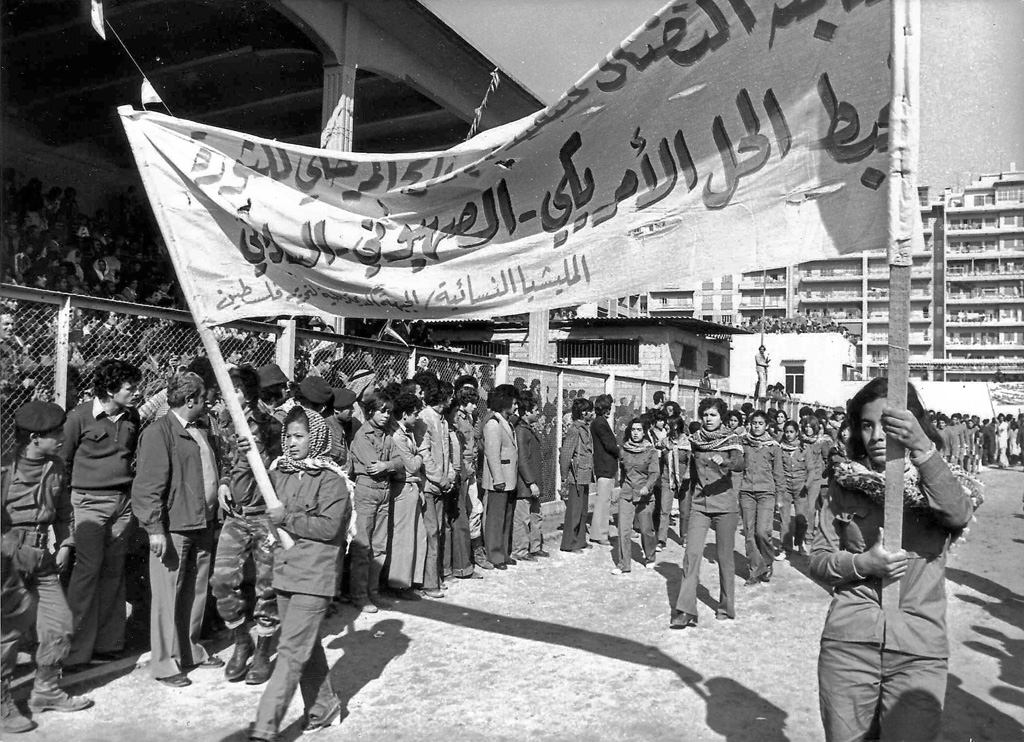
Bojowniczki DFWP w Bejrucie w 1979 roku

W 1974 roku przyjął obecnie używaną nazwę Demokratyczny Front Wyzwolenia Palestyny. Pod tą nazwą do dziś przynależy do Organizacji Wyzwolenia Palestyny.
W połowie lat 70. zaangażował się w wojnę domową w Libanie. W konflikcie popierał libańską lewicę zrzeszoną w Libańskim Ruchu Narodowym. W tym czasie, członkowie formacji zainicjowali kontakty z izraelską skrajną lewicą.
Po 1979 roku DFWP zdystansował się od OWP, którą uznał za zbyt umiarkowaną i ugodową. Pod szczególnym ostrzałem znalazł się Jasir Arafat. Demokratyczny Front zarzucał OWP nieudolność względem prezydenta Egiptu Anwara as-Sadata i jego porozumienia z Izraelem. Organizacja odrzucała także nawoływanie Jasira Arafata i króla Jordanii Husajna ibn Talala do zajęcia wspólnej pozycji w negocjacjach z Izraelem.
W 1982 roku po pokonaniu OWP przez Izrael w wyniku operacji „Pokój dla Galilei” DFWP ewakuował swoje struktury do Syrii. W tym czasie organizacja przyjęła politykę oscylowania pomiędzy OWP a palestyńskimi ekstremistami.
Pod koniec lat 80. jego aktywiści uczestniczyli w pierwszej intifadzie.
W 1991 roku oderwała się umiarkowana frakcja pod wodzą Jasira abd-Rabbu, która dwa lata później zmieniła nazwę na Palestyńska Unia Demokratyczna.
W 1993 roku DFWP potępił porozumienia z Oslo, a w latach 1993–1998 przynależał do Połączonych Sił Palestyńskich, będących koalicją przeciwników porozumienia z Izraelem. W 1994 roku 40 działaczy DFWP zostało aresztowanych przez służby Autonomii Palestyńskiej. Konflikt między DFWP a liderami OWP i Autonomii Palestyńskiej został załagodzony w 1999 roku.
W 2000 roku przyłączył się do intifady Al-Aksa. W trakcie tego powstania DFWP wszedł w skład koalicji Palestyńskie Siły Narodowe i Islamskie.
W wyborach prezydenckich w Autonomii Palestyńskiej w 2005 roku wystawił kandydaturę Tajsira Chalida, który zdobył 3,35% głosów. W wyborach parlamentarnych w Autonomii Palestyńskiej w 2006 roku wystartował razem z Palestyńską Partią Ludową i Palestyńską Unią Demokratyczną jako lista „Alternatywa”, koalicja uzyskała 2,72% głosów.
Latem 2014 roku Brygady Oporu Narodowego wzięły udział w walkach z izraelskim wojskiem w Strefie Gazy w trakcie operacji Ochronny Brzeg.
W lecie 2015 roku członkowie DFWP i al-Fatahu uczestniczyli w starciach z salafitami z organizacji Dżund asz-Szam, które miały miejsce w libańskim obozie dla uchodźców palestyńskich Ain al-Hilweh.
Podczas wojny w Strefie Gazy (2023–) bojownicy DFWP walczyli m.in. w Rafah. W walkach zginęło co najmniej 37 bojowników DFWP.

## Najważniejsze ataki przeprowadzone przez grupę
- W maju 1974 roku terroryści przeprowadzili zamach w Ma’alot. Przebrani w mundury izraelskiej armii bojownicy weszli do żydowskiej szkoły, gdzie zabili 25 osób (w tym 21 dzieci)[18][3].
- W listopadzie 1974 roku trójka bojowników przeprowadziła atak na Bet Sze’an w Izraelu. Uzbrojeni w karabiny maszynowe i granaty fedaini wzięli zakładników i zabarykadowali się w jednym z budynków, domagając się uwolnienia 15 więzionych w Izraelu Palestyńczyków[19]. W ataku zginęło czterech obywateli Izraela[3].
- W listopadzie 1975 roku terroryści podłożyli bombę w Jerozolimie. W eksplozji zginęło siedmiu Izraelczyków[3].
- W lipcu 1977 roku grupa zamieszana była w kilka zamachów bombowych na terenie Izraela[19].
- W styczniu 1979 roku fedaini usiłowali porwać 230 osób z domu gościnnego w izraelskim Ma’alot-Tarszicha[19].
- W marcu 1979 roku DFWP przyznał się do podłożenia bomb w izraelskich autobusach. Ataki miały być protestem przeciwko wizycie Jimmy'ego Cartera w Izraelu[19].
- W marcu 1982 roku terrorysta rzucił granat w kierunku izraelskich żołnierzy w Strefie Gazy. W wybuchu zginął jeden z żołnierzy, a trzech zostało rannych[19].
- W lutym 1984 roku bojownicy przeprowadzili atak z wykorzystaniem granatu ręcznego w Jerozolimie. Rannych zostało 21 osób[19].
- We wrześniu 1985 roku fedaini zaatakowali izraelski autobus na Zachodnim Brzegu[19].
- W maju 1988 roku aktywista DFWP rzucił koktajl Mołotowa w samochód wiozący ministra Ariela Szarona[20].
- W sierpniu 2001 roku członkowie DFWP zaatakowali izraelski posterunek wojskowy w Strefie Gazy. W zamachu zginęło trzech izraelskich żołnierzy[7].
- 7 października 2023 bojownicy DFWP współuczestniczyli w ataku Hamasu na Izrael[21].

## Kontakty i wsparcie zagraniczne
W przeszłości popierany był przez ZSRR, Kubę i Syrię. Członkowie DFWP otrzymywali w ZSRR szkolenia oraz otrzymywali radzieckie uzbrojenie. Kuba oferowała DFWP wsparcie zaopatrzeniowe. Syria finansowała działalność organizacji, szkoliła jej członków oraz zapewniała im bezpieczne schronienie. Według izraelskiego wywiadu grupa otrzymywała również pomoc od Libii w okresie rządów Mu'ammara al-Kaddafiego.
Na początku lat 80. fedaini DFWP szkolili bojowników Partii Pracujących Kurdystanu. Szkolenia odbywały się w obozach partyzanckich w libańskiej dolinie Bekaa.
Dawniej utrzymywał też kontakty z członkami nikaraguańskiego Sandinistowskiego Frontu Wyzwolenia Narodowego.

## Liczebność
Liczba członków DFWP kształtowała się w następujący sposób:
- luty 1969 roku: 30[24]
- lato 1969 roku: 600[24]
- sierpień 1970 roku: ponad 4000[24]
- grudzień 1984 roku: 1200–1500[25]
- grudzień 1987 roku: 1200–2000[26]
- luty 2002 roku: 500[27]

## Ideologia
Demokratyczny Front uznawany jest za najbardziej „ideologiczną” grupę palestyńską, na jego program składają się wątki marksistowsko-leninowskie, maoistowskie, trockistowskie, sekularystyczne i antysyjonistyczne.
Pomimo radykalnego rodowodu, z czasem przyjął pragmatyczne stanowisko, współcześnie deklaruje chęć utworzenia w Palestynie wspólnego, demokratycznego państwa Arabów i Żydów.

## Jako organizacja terrorystyczna
Przez Izrael uznawany jest za organizację terrorystyczną. Od 1997 do 1999 roku figurował na liście zagranicznych organizacji terrorystycznych Departamentu Stanu USA.